# Stazione di Bagnolo Mella
Stazione di Bagnolo Mella vasútállomás Olaszországban, Lombardia régióban, Bagnolo Mella településen.

## Vasútvonalak
Az állomást az alábbi vasútvonalak érintik:
- Brescia–Cremona-vasútvonal

## Kapcsolódó állomások
A vasútállomáshoz az alábbi állomások vannak a legközelebb:
- Stazione di Manerbio (Brescia–Cremona-vasútvonal, dél)
- Stazione di San Zeno-Folzano (Brescia–Cremona-vasútvonal, észak)